# 玛丽亚·康斯坦丁内斯库
玛丽亚·康斯坦丁内斯库（羅馬尼亞語：Maria Constantinescu，1956年7月5日—），罗马尼亚女子赛艇运动员。她曾代表罗马尼亚参加1980年夏季奥林匹克运动会赛艇比赛，获得女子八人单桨有舵手铜牌。